# Ertela trifolia
Ertela trifolia är en vinruteväxtart som först beskrevs av Carl von Linné, och fick sitt nu gällande namn av Carl Ernst Otto Kuntze. Ertela trifolia ingår i släktet Ertela och familjen vinruteväxter. Inga underarter finns listade i Catalogue of Life.